# آب‌گریز بادوام

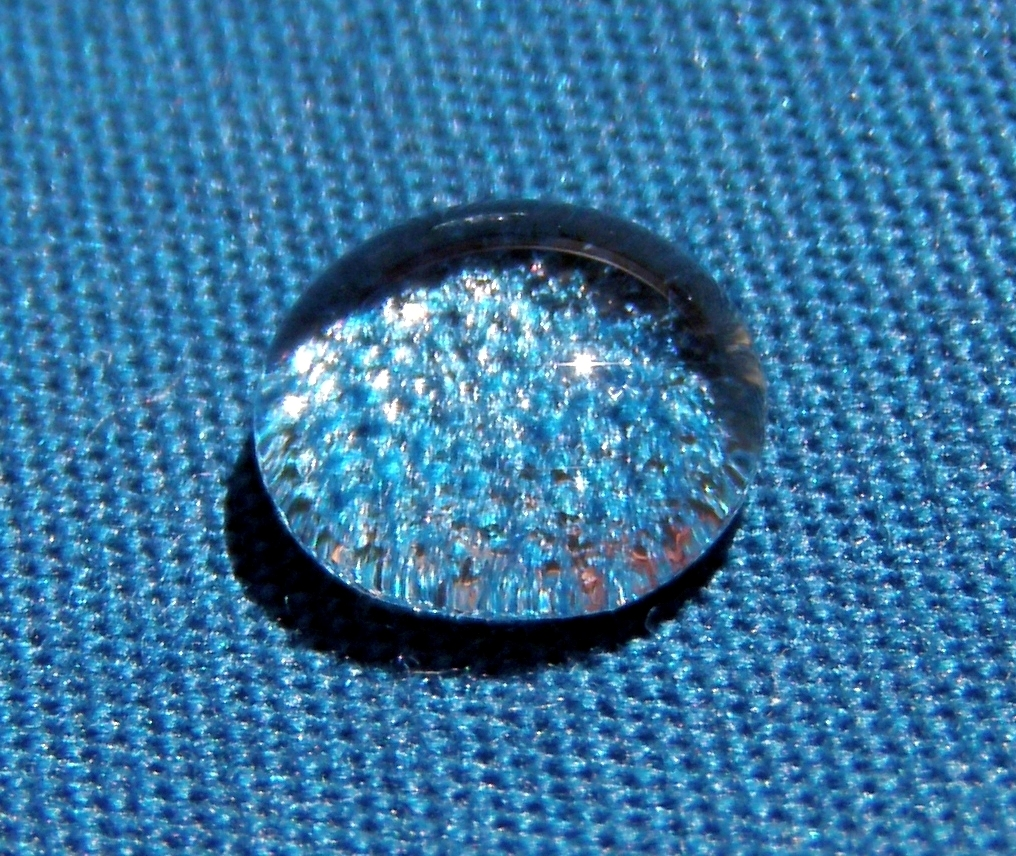
آب گریز بادوام حاوی فلوئور پارچه را در برابر آب مقاوم می کند.

آب‌گریز بادوام، یا DWR، پوششی است که در کارخانه‌ها به پارچه‌ها اضافه می‌شود تا آن‌ها را در ضدآب‌سازی تقویت کند(آب گریز). اغلب بهبودی‌های کاربردی کارخانه‌ها بر پایه فلوئوروپلیمر هستند. این برنامه‌ها بسیار نازک هستند و همیشه اثرگذار نیستند. آب گریز بادوام اغلب همراه با پارچه‌های ضدآب مانند گورتکس استفاده می‌شود تا از اشباع شدن لایه بیرونی پارچه با آب جلوگیری کند. این اشباع که "خیس کردن" نامیده می شود، می‌تواند تنفس لباس (انتقال رطوبت از طریق غشای قابل تنفس) را کاهش دهد و آب را نیز از آن عبور دهد. از آن جایی که آب گریز بادوام با گذشت  زمان از بین می‌رود، در صورت لزوم بهبودی مجدد توصیه می‌شود. بسیاری از محصولات اسپری و شستشو برای درمان لباس‌های غیر ضدآب و درمان مجدد لباس‌های ضد آب که خاصیت آب گریزی خود را از دست می‌دهند در دسترس هستند.
روش‌های قدیمی‌تر برای کاربرد کارخانه‌ای درمان‌های آب گریز بادوام شامل استفاده از محلول یک ماده شیمیایی بر روی سطوح پارچه با اسپری کردن یا فرو بردن می‌باشد.
اخیرا  شیمی در فاز بخار با استفاده از ماشین آلات رسوب بخار شیمیایی (CVD) اعمال می‌شود. مزایای CVD شامل حذف استفاده از حلال‌های خطرناک و آسیب‌زننده به محیط زیست در فرآیند برنامه می‌باشد. لازم است از مواد شیمیایی کمتری استفاده شود و همچنین یک لایه ضد آب بسیار نازک که تاثیر کمتری بر حس و ظاهر طبیعی پارچه دارد مورد استفاده قرار گیرد.
با گذشت زمان، پیشرفت‌ها باعث شدند تا اسیدهای پرفرولورینه که توسط آژانس حفاظت از محیط زیست ایالات متحده و مطالعات تحقیقاتی متعدد  برای سلامتی انسان مضر شناخته شدند، از فرآیند کاربرد حذف شوند.
عده‌ای از محققان پیشنهاد کرده‌اند که استفاده از PFASها در لباس‌های ضد آب بیش از اندازه مهندسی شده است و عملکرد قابل مقایسه با استفاده از پرداخت‌هایی که بر سیلیکون و هیدروکربن خاص اعمال شده اند، قابل دستیابی می‌باشد.  

## درمان مجدد لباس

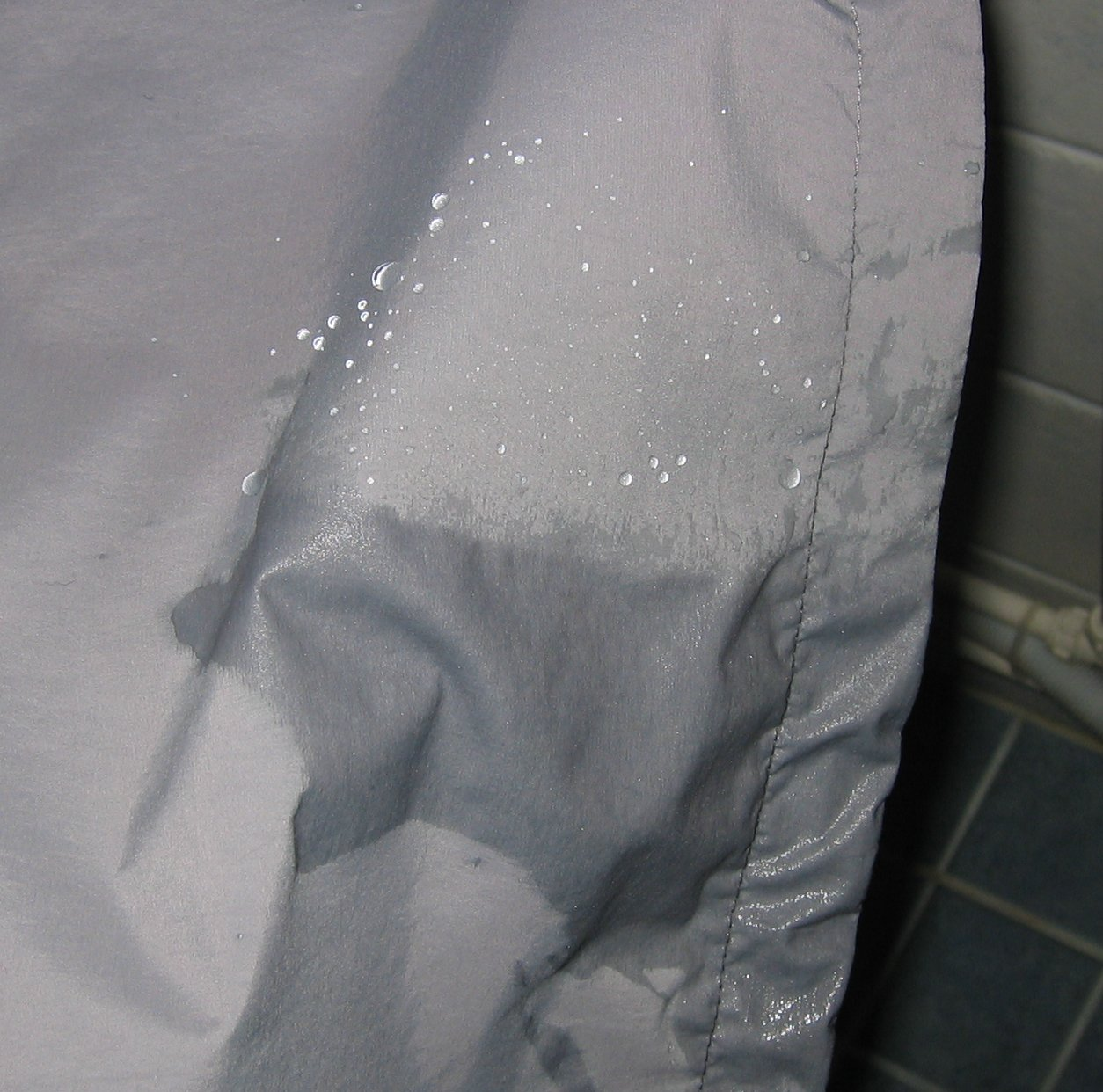
قسمت بالایی پارچه پس از شستشوی مجدد اتو کشیده شده است و این اعمال حرارتی باعث احیای دفع آب شده است. قسمت پایین پارچه پس از شستشوی مجدد اتوکشی نشده و آب همچنان پارچه را خیس می کند.

انواع خاصی از پارچه‌ها برای حفظ آب‌گریزیشان به درمان مجدد نیاز دارند، زیرا فلوروپلیمرها با گذشت زمان و با در معرض قرار گرفتن آب و مواد شیمیایی تجزیه می‌شوند.  شست و شوی لباس‌ها با مواد شوینده خشن معمولاً موجب سریع‌تر از دست رفتن DWR می‌شود. علاوه بر این، صابون‌ها اغلب پسماندهایی از خود به جا می‌گذارند که کثیفی و آب را جذب خود می کند.  از سوی دیگر، آب باران یا آب نمک به اندازه قابل‌توجهی بر DWRها اثر نمی‌گذارند. لباس‌های آسیب‌دیده را می‌توان با یکی از روش‌های «اسپری» یا «شست‌شو» برای بهبود آب‌گریزی درمان کرد. در بعضی موارد عملیات حرارتی این توانایی را دارد که پوشش آب گریز کارخانه را دوباره فعال کند و به دفع آب و مایعات دیگر مانند روغن‌ها کمک کند. از سوی دیگر، بعضی از محصولات DWR برای فعال شدن نیازی به عملیات حرارتی ندارند و برخی اوقات درمان‌های DWR را می توان به سادگی با شستن پارچه به همراه یک پاک‌کننده مناسب احیا کرد.

## کریونت
کریونت یک فرآیند قدیمی برای ساخت پارچه‌ها با قابلیت دفع‌کنندگی آب بود. این یک عمکرد پایانی برای دفع آب به حساب می‌آمد.     تامین‌کنندگان مختلف مستقر در ایالات متحده، مانند مورفی، هچکاک و هرمان، در اوایل قرن بیستم، پارچه های فرآوری شده کریونت را ارائه می‌کردند.

## p2i
P2i یک شرکت توسعه فناوری نانو می‌باشد که با تولیدکنندگان برای تولید محافظ نانو پوشش دافع مایع، محصولات الکترونیک، سبک زندگی، علوم زیستی، فیلتراسیون و انرژی، و بخش‌های نظامی و سازمانی همکاری می‌کند.
این شرکت در سال 2004 برای تجاری سازی فناوری های توسعه یافته توسط آزمایشگاه علوم و فناوری دفاعی وزارت دفاع بریتانیا تأسیس شد. در تحقیق و توسعه بیشتر، این شرکت برنامه‌های کاربردی، تجهیزات و روش‌های پردازش نوآورانه‌ای را شناسایی کرده‌است و اکنون بیش از 170 پتنت، درخواست ثبت اختراع و برنامه‌های کاربردی دارد (فوریه 2019).
علاوه بر دفتر مرکزی در بریتانیا،  P2i دارای یک مرکز پردازش در ایالات متحده، دفاتری در شنژن، چین و شهر تایپه، تایوان، و شرکت نمایندگی در کره است. از فوریه 2016، P2i صدها سیستم پوشش نانو خود را در سراسر جهان، از جمله کارخانه‌هایی در برزیل، آرژانتین، ایالات متحده آمریکا، چین، هند، ژاپن، سوئیس، آلمان و بریتانیا مستقر کرده‌است.

## پرفلوئوروبوتان سولفونیک اسید
اسید پرفلوئوروبوتان سولفونیک (PFBS) یک ترکیب شیمیایی با یک زنجیره فلوئوروکربنی چهار کربنه و یک گروه عاملی اسید سولفونیک می‌باشد. PFBS می‌تواند به شکل یک مایع بی رنگ یا یک جامد خورنده وجود داشته‌باشد. به عنوان یک آنیون، به خاطر استحکام پیوندهای کربن و فلوئور، به عنوان یک فلوروسورفکتانت پایدار عمل می‌کند.

## تکمیل (منسوجات)
در تولید نساجی، تکمیل به فرآیندهایی گفته می‌شود که پارچه بافته شده را به یک ماده قابل استفاده تبدیل می‌کند و به طور خاص به فرآیندی گفته می‌شود که پس از رنگرزی نخ یا پارچه برای بهبود ظاهر یا عملکرد بهتر آن صورت گرفته‌است.
پارچه پس از خروج از ماشین بافندگی یا بافندگی به راحتی قابل استفاده نیست. در این مرحله پارچه خاکستری نامیده می شود و حاوی ناخالصی های طبیعی و اضافه شده است. برخی اوقات نیز در مراحل الیاف یا نخ تولید نساجی فرآوری می‌شود.
برخی از تکنیک‌های تکمیلی مانند سفید کردن و رنگرزی روی نخ قبل از بافته شدن به کار می‌روند در حالی که برخی دیگر مستقیماً پس از بافته شدن یا بافندگی روی پارچه خاکستری اعمال می‌شوند. برخی از تکنیک های تکمیلی مانند پر کردن، با انقلاب صنعتی منسوخ شدند، در حالی که برخی دیگر، مانند مرسریزاسیون، از پیشرفت های پس از انقلاب صنعتی هستند.